# Abrothallus microspermus
Abrothallus microspermus is een korstmosparasiet behorend tot de familie Abrothallaceae. Hij parasiteert op de korstmos bosschildmos (Flavoparmelia caperata), maar er zijn ook bronnen die Flavopunctelia, Parmotrema en Punctelia als gastheer noemen.

## Verspreiding
Abrothallus microspermus is komt voor in Europa, Noord-Amerika er is een enkele waarneming bekend uit Zuid-Afrika. In Nederland staat het de Verspreidingsatlas als verdwenen.